# أليس فايدل
أليس فايدل (بالإنجليزية: Alice Weidel) (و. 1979  م) هي اقتصادية، وسياسية، وكاتبة غير روائية من ألمانيا، ولدت في كوترسلوه.

## مناصب
تولت منصب عضو في البوندستاغ الألماني.

## التعليم
تعلمت في جامعة بايرويت.

## مناصب وهيئات
أدارت قولدمان ساكس.

## وجهات النظر السياسية

### عن المهاجرين
انتقدت فايدل سياسات الهجرة التي انتهجتها أنجيلا ميركل، حيث قالت: «ستدمر البلاد من خلال سياسة الهجرة هذه. دونالد ترامب قال إن ميركل مجنونة وأنا أتفق تماماً مع ذلك. هذه سياسة سخيفة تمامًا تلك التي يتم اتباعها هنا». ودعت الحكومة الألمانية إلى الاستثمار في الشرق الأوسط لتشجيع الأشخاص المتعلمين والمهرة على البقاء في بلدانهم الأصلية وتجنب إمكانية هجرة العقول، لكنها تقول أيضًا إنها تدعم «نظامًا كنديًا» من شأنه أن يميز المهاجرين المهرة على غير المهرة.
طرحت فيدل إحصاءات عن ارتفاع معدل جرائم العنف بين المهاجرين المسلمين وطالبي اللجوء السياسي، وترى أن وجود عدد كبير من المسلمين في ألمانيا يؤدي إلى «تآكل دولة القانون والنظام»، وقالت فيدل إن هناك أماكن «صار الألمان يخشون السير فيها» مثل ميدان كوتبوسر بحي كريزبرغ الذي يكثر به أبناء الجالية التركية، بينما وفقا لدويتشه فيلا فإن العكس صحيح، حيث هذا المكان مزدحم بالمتاجر والحانات وتراجعت فيه الجريمة في عام 2017.

## روابط خارجية
- أليسا فايدل على موقع IMDb (الإنجليزية)
- أليسا فايدل على موقع مونزينجر (الألمانية)
- أليسا فايدل على موقع قاعدة بيانات الفيلم (الإنجليزية)